# キャイ〜ンのおのれっ、この・・・傾奇者がぁ〜!!
『キャイ〜ンのおのれっ、この…傾奇者がぁ〜!!』（きゃいーんのおのれっこのかぶきものがぁ）は、TBSラジオほかで放送されていたラジオ番組。

## 概要
キャイ〜ンをメインパーソナリティとしたトークバラエティ番組。「傾奇者（かぶきもの）」をテーマにキャイ〜ンとアシスタントの松本あゆ美の3人がトークするもの。TBSラジオにおけるキャイ〜ンのレギュラー番組としては、2003年3月まで放送されていた「ヤンマガ伝説キャイ〜ンDAあ゛〜ん」以来、9年ぶりとなる。一方の松本は、ラジオのレギュラー番組はこれが初めてである。
前番組の「角田信朗 〜傾いて候〜 よっしゃあ!」と同様にニューギンのスポンサーを受け、漫画「花の慶次」をモチーフとして「傾奇者」をテーマとしてはいる。ただし、番組開始当初は「傾いて候」とは異なりラジオドラマは放送していなかった。
2013年春の番組改編により、放送時間が40分に拡大されラジオドラマが復活。放送日時はTBSラジオが20分繰り下げ、CBCラジオとMBSラジオは10分繰り上げとなった。
番組開始当初からポッドキャスト配信を実施しているが、2013年春以降はスピンオフ企画「松本あゆ美の晴れたらいいね!おじさま♡」に変更。
2014年4月より出演者はそのままで『キャイ〜ンの、今宵も最高潮 大儀であった!』へとリニューアル、ラジオドラマは「花の慶次」となる。一方でポッドキャスト「晴れたらいいね!おじさま♡」は本番組より早く配信を終えた。

## 放送時間
- TBSラジオ - 毎週月曜日 21:00 - 21:30 → 21:20 - 22:00
- CBCラジオ - 毎週土曜日 23:30 - 24:00[2] → 23:20 - 24:00
- MBSラジオ - 毎週木曜日 24:30 - 25:00 → 24:20 - 25:00

## 出演者
スタジオ出演
- キャイ〜ン（お笑いコンビ）
- 松本あゆ美（タレント、お天気キャスター）

ラジオドラマ・義風堂々!!直江兼続 -前田慶次月語り-
- 直江兼続役 - 桐本琢也
- ナレーション - 小松由佳

ほか